# Přebor Ústeckého kraje
Přebor Ústeckého kraje patří společně s ostatními krajskými přebory mezi páté nejvyšší fotbalové soutěže v Česku. Je řízen Ústeckým krajským fotbalovým svazem. Spolu s Přeborem Libereckého kraje navázal v roce 2002 na Přebor Severočeského kraje.

## Systém
Soutěž se hraje od léta do jara se zimní přestávkou. Účastní se ho 16 týmů z Ústeckého kraje, každý s každým hraje jednou na domácím hřišti a jednou na hřišti soupeře. Celkem se tedy hraje 30 kol.
Vítězem se stává tým s nejvyšším počtem bodů v tabulce a postupuje do Divize B. Poslední tým sestupuje do I.A třídy. Do Přeboru Ústeckého kraje vždy postupuje vítěz I. A třídy. Pokud do přeboru nesestoupí tým z divize, tak je postupující tým z přeboru automaticky nahrazen druhým týmem z nižší soutěže.

## Vítězové
| Ročník                     | Vítězný tým                |
| -------------------------- | -------------------------- |
| Přebor Severočeského kraje |                            |
| 2002/2003                  | SK Havran Kryry            |
| 2003/2004                  | FK Český Lev Neštěmice     |
| 2004/2005                  | SK Havran Kryry            |
| 2005/2006                  | FK Řezuz Děčín             |
| 2006/2007                  | SK Sokol Brozany           |
| 2007/2008                  | FK Řezuz Děčín             |
| 2008/2009                  | SK Stap-Tratec Vilémov     |
| 2009/2010                  | SK Roudnice nad Labem      |
| 2010/2011                  | FK Baník Souš              |
| 2011/2012                  | FK Lovochemie Lovosice     |
| 2012/2013                  | SK Štětí                   |
| 2013/2014                  | TJ Krupka                  |
| 2014/2015                  | FK Litvínov                |
| 2015/2016                  | SK Štětí                   |
| 2016/2017                  | SK Hrobce                  |
| 2017/2018                  | Mostecký FK                |
| 2018/2019                  | FK SEKO Louny              |
| 2019/2020                  | nedohráno                  |
| 2020/2021                  | nehrálo se                 |
| 2021/2022                  | TJ Sokol Domoušice         |
| 2022/2023                  | SK Brná                    |
| 2023/2024                  | FK Viagem Ústí nad Labem B |
| 2024/2025                  | FK SEKO Louny              |